# Muhammad Bahamu
Muhammad Bahamu, Mohamed Bahamou (ar. محمد باحمو; ur. 26 maja 1945) – marokański zapaśnik walczący w stylu klasycznym. Dwukrotny olimpijczyk. Odpadł w eliminacjach turnieju w Monachium 1972 i Montrealu 1976. Startował w kategorii 68 kg.
- Turniej w Monachium 1972

Pokonał Ole Sørensena z Kanady i przegrał z Japończykiem Takashi Tanoue i Jugosłowianinem Sretenem Damjanoviciem.
- Turniej w Montrealu 1976

Przegrał z Amerykaninem Patrickiem Marcym i odpadł z turnieju.